# 2015年古爾達斯普爾恐怖攻擊事件
2015年古爾達斯普爾恐怖攻擊事件，是指發生於2015年7月27日，在印度旁遮普地区古尔达斯普尔县迪纳纳加尔鎮的一起恐怖攻擊事件。至少四名武裝槍手在一輛公共汽車上開槍，接著襲擊了當地的一處警察局。本起攻擊造成至少6死9傷，而傷亡人數可能還要再增加。